# Katseveer
Katseveer is een restaurant in Wilhelminadorp. Het restaurant voerde van 2006 tot 2023 een Michelinster. Chef-kok was tot 2022 Rutger van der Weel. Sindsdien is Leon Vermaire chef-kok.
Het restaurant bevindt zich in het voormalige veerhuis van het Katseveer tussen Zuid-Beveland en Noord-Beveland. Het restaurant bestaat sinds 1965 en werd in 2003 door chef-eigenaar Van der Weel betrokken. In de zomer van 2011 was het restaurant tijdelijk gevestigd bij de jachthaven van Wolphaartsdijk in het voormalig onderkomen van restaurant 't Veerhuis, omdat het pand in Wilhelminadorp vanwege verzakking moest worden heropgebouwd.
In oktober 2022 werd het restaurant overgenomen door de al bij het restaurant werkende Paul Labrujere en Leon Vermaire. Vanwege de verandering van chef-kok verloor het restaurant in 2023 zijn Michelinster.